# Farní sbor Českobratrské církve evangelické v Roztokách u Prahy
Farní sbor Českobratrské církve evangelické v Roztokách u Prahy (někdy jen Farní sbor Českobratrské církve evangelické v Roztokách) je jeden ze sborů Českobratrské církve evangelické, který z rozhodnutí Synodu této církve vznikl na podzim roku 2022. Bohoslužby se konají ve vile v roztockém Tichém údolí číslo 125.

## Historie
V Roztokách vznikla během druhé světové války 28. září 1941 kazatelská stanice spravovaná libčickým sborem Českobratrské církve evangelické. V čele stanice (v jejím výboru) stáli Ing. O. Chvojka a Václav Černý. Pro bohoslužebná setkání poskytla Roztockým své prostory zdejší náboženská obec Církve československé husitské (CČSH). Roku 1984 však kazatelská stanice zanikla, byť nikoli administrativně.
O třicet let později (během léta 2014) se začaly v Roztokách k bohoslužbám jednou za měsíc scházet mladé rodiny přistěhované z Prahy spolu s místními věřícími. Během služeb Božích nejvíce vypomáhali Pavel Pokorný, Pavel Hanych či Pavel Kočnar. Bohoslužby se konaly v moderní budově sdružení Roztoč. Od léta 2016 místní obnovili i roztockou kazatelskou stanici. Bohoslužby se od října 2016 konaly pod vedením faráře z libčického sboru a docházelo na ně (k roku 2018) třicet až šedesát návštěvníků včetně dětí. Od podzimu 2020 se bohoslužby konají v nově opravené Haurowitzově vile. Rozvoj a život společenství v Roztokách tak vypadal na brzké osamostatnění se a vytvoření vlastního sboru. Pražský seniorát Českobratrské církve evangelické, pod nějž Libčice i Roztoky spadají, proto v roce 2020 podpořil plány Roztockých na povolání vlastního faráře. Představitelé kazatelské stanice oslovili Annu Pokornou a začali s ní vyjednávat s tím, že by se od 1. října 2021 stala na poloviční úvazek jejich farářkou.
Aby bylo možné tento plán administrativně realizovat, bylo nutné buď navýšit farářský úvazek ve sboru v Libčicích u Prahy, nebo využít některého z blízkých sborů Pražského seniorátu, které mají možnost mít dva faráře, ale místo druhého kazatele nemají aktuálně obsazené. Mezi takové patřil i sbor v pražských Kobylisích, kde shodou okolností Anna Pokorná absolvovala svůj vikariát. Představitelé kobyliského sboru plán schválili. Pro realizaci zamýšleného záměru se musela roztocká kazatelská stanice převést (tzv. „přefařit“) z libčického sboru pod sbor kobyliský, k čemuž došlo 16. srpna 2021. Členové kobyliského sboru pak na svém sborovém shromáždění konaném 19. září 2021 zvolil Pokornou na dobu určitou (od 1. října 2021 do 30. září 2022) na místo své druhé farářky s polovičním úvazkem určeným výhradně pro práci v Roztokách. Synod Českobratrské církve evangelické, který podle řádů církve o vzniku či rušení sborů rozhoduje, pak na svém jednání v červnu 2022 ve Svitavách schválil vznik roztockého sboru, čímž se Roztoky staly – není-li uvažován evangelický sbor německého jazyka – po 57 letech prvním vzniknuvším sborem této církve.

## Kazatelé
Od 1. října 2021 do 30. září 2022 byla v čele – v tu dobu ještě kazatelské stanice – na poloviční úvazek Anna Pokorná, druhá farářka sboru v Praze 8–Kobylisích, kterou si následně sbor zvolil za svou farářku.